# Anneux British Cemetery
Anneux British Cemetery is een Britse militaire begraafplaats met gesneuvelden uit de Eerste Wereldoorlog, gelegen in de Franse gemeente Anneux (Noorderdepartement). De begraafplaats ligt langs de weg van Cambrai naar Bapaume op 700 m ten noorden van het dorpscentrum (Église Saint Léger). Ze werd ontworpen door Edwin Lutyens. Het terrein heeft een rechthoekig grondplan met een oppervlakte van 3.195 m² en wordt omsloten door een beukenhaag. De toegang bestaat uit een open bakstenen poortgebouw onder een schilddak en heeft drie boogvormige doorgangen. Het Cross of Sacrifice staat centraal tegen de westelijke muur en de Stone of Remembrance staat er recht tegenover aan de oostelijke muur. De begraafplaats wordt onderhouden door de Commonwealth War Graves Commission.
Er worden 1.013 doden herdacht waaronder 459 niet geïdentificeerde.

## Geschiedenis
Anneux, Havrincourt en Graincourt werden op 20 en 21 november 1917 door de 62nd (West Riding) Division veroverd. Anneux bleef tot de 6e december daaropvolgend in geallieerde handen waarna het in vijandelijke handen viel. Op 27 september 1918 werd het door de 57th (West Lancashire) en de 63rd (Royal Naval) Division, samen met de 52nd (Lowland) en de 1st en de 4th Canadian Divisions heroverd. Deze vijf divisies, samen met de New Zealand Division (die de opmars voortzette in oktober 1918), zijn het meest vertegenwoordigd op de begraafplaats.
De begraafplaats werd in oktober 1918 gestart door de Burial Officer van de 57th Division (deze officier was verantwoordelijk voor het registreren en begraven van de slachtoffers). Aan het einde van de oorlog bevatte de begraafplaats 131 graven maar na de wapenstilstand werd ze enorm uitgebreid toen er graven werden binnengebracht vanuit de omliggende slagvelden en enkele kleine begraafplaatsen, waaronder: Delmadge Cemetery in Fontaine-Notre-Dame en Flot Farm Cemetery in Marcoing.
Onder de geïdentificeerde doden zijn er 391 Britten, 85 Nieuw-Zeelanders, 79 Canadezen en 1 Australiër. Voor 7 slachtoffers werden Special Memorials opgericht omdat hun graven niet meer gelokaliseerd konden worden en men neemt aan dat ze zich onder naamloze grafzerken bevinden.

## Graven
- soldaat John Coleman MacDonald diende onder het alias G.L.D. McKinnon bij de Canadian Infantry.

### Onderscheiden militairen
- W.A. Silvertop, kapitein bij de 20th Hussars, Fred Atkinson, kapitein bij de The King's (Liverpool Regiment), Cecil John French, luitenant bij het Canadian Machine Gun Corps en Charles Edwin Upson, onderluitenant bij de Royal Naval Volunteer Reserve werden onderscheiden met het Military Cross (MC).
- Henry Alty, onderluitenant bij de The King's (Liverpool Regiment), Richard Thornton Corsbie, sergeant bij de New Zealand Rifle Brigade, John Thomas Howells, pionier bij de Royal Engineers en Arthur George Woodley, schutter bij het London Regiment werden onderscheiden met de Distinguished Conduct Medal (DCM).
- er zijn 16 militairen die de Military Medal ontvingen (MM). Sergeant John MacKenzie, korporaal Arthur Thorne Darby en soldaat G.W. Cook ontvingen deze onderscheiding tweemaal (MM and Bar).